# Акутан
Акутан (алеут. Akutanax̂, англ. Akutan Island) — остров в составе Лисьих островов, восточной части цепи Алеутских островов, административно относится к штату Аляска, США.

## Этимология
Название «Акутан» — алеутское. Существует несколько теорий о его происхождении, самое распространённое — это происхождение от слова «hakuta», что значит «Я делаю ошибки».

## География
На острове расположен действующий вулкан Акутан. Площадь острова 334,13 км².

## Население
Всё население составляет 713 человек (2000) и сосредоточено в единственном посёлке, с одноимённым острову названием Акутан.

## История
Впервые современное название официально нанесено на карты после отчётов экспедиций 1768 года Креницына и Левашова.
Краткое описание острова встречается у Г.И. Шелихова в его «Путешествии г. Шелехова с 1783 по 1790 год из Охотска по Восточному Океану к Американским берегам...»:

Акутан, остров отделеный от вышеписанного проливом верст на 20, в длину имеет 40, а в ширину от 5 до 10 верст, утесист и гавани способной не имеющий; лесу на нем кроме сланцу, не ростет; звери, кроме Бобров теже, что и на прочих островах, тож разуметь должно и о травах и ягодах. В речках рыбы не бывает. Жителей сорок человек.

В 1867 году территория перешла в состав Северо-Американских Соединённых Штатов в результате сделки с Российской империей. Ныне входит в состав штата Аляска, образованного с 1959 года.